# Атлантическо-конголезские языки
Атлантическо-конголезские языки — ветвь нигеро-конголезской семьи в классификации языков Африки с стереотипной системой именного класса этой семьи. Они включают в себя все нигеро-конголезские языки, но не языки манде, догонские языки, иджоидные языки и часть кордофанских языков. Западно-нигритские языки Мукаровского соответствовали примерно современным атлантско-конголезским языкам.
Атлантическо-конголезские языки вне кордофанских и были традиционно разделены на атлантические, вольта-конголезские ветви, но сомнительно, что это является допустимым генеалогическим узлом.
В инфобоксе языки, которые появляются самые разноречивые (языки сенуфо, языки кру) размещены сверху, в то время как те, которые приближены ближе к ядру (анолог ветвей бенуэ-ква языков ква, вольта-нигерийские и бенуэ-конголезские) располгагаются внизу. Бывшая атлантическая ветвь была разбита на сенегамбийскую, бакскую, мелскую, гола, лимба, которые остались рядом друг с другом только потому, что нет никаких опубликованных доказательств, чтобы их переместить; вольта-конголезская (саванные через бенуэ-конголезские) семья осталось целой, кроме семей кру и сенуфо. Если семьи саванная или ква оказываются недействительными, то дерево будет ещё более переполненным.
Существуют также несколько плохо исследованных языков, таких как байот и бунг, которые могут представлять собой дополнительные ветви в классификации атлантическо-конголезских языков.

## Состав
- Лафофа (кордофанская)
- Талоди-хейбанские (кордофанская)
- Сенуфо (гур)
- Кру
- Сенегамбийские (атлантическая)
- Бак (атлантическая)
- Мел (атлантическая)
- Гола (атлантическая)
- Лимба (атлантическая)
- Саваннские (адамава-гур)
- Фали (адамава)
- Лаал
- Мбре (= пре) (неклассифицированный)
- Ква (бенуэ-ква)
- Эга (бенуэ-ква)
- Вольта-нигерийские (бенуэ-ква)
- Укаан (бенуэ-ква)
- Бенуэ-конголезские (бенуэ-ква)